# Кингисеппский район (Эстонская ССР)
Кингисеппский район — административно-территориальная единица в составе Эстонской ССР, существовавшая в 1950—1991 годах. Центр — Кингисепп. Население по переписи 1959 года составляло 41,5 тыс. чел. Площадь района в 1955 году составляла 1738,7 км².

## История
Кингисеппский район был образован в 1950 году под названием Курессаареский район, когда уездное деление в Эстонской ССР было заменено районным. В 1952 году район был переименован в Кингисеппский. В том же году район был включён в состав Пярнуской области, но уже в апреле 1953 года в результате упразднения областей в Эстонской ССР район был возвращён в республиканское подчинение.
В 1988 году Кингисеппский район был вновь переименован в Курессаареский. В 1991 году Курессаареский район был преобразован в уезд Сааремаа.

## Административное деление
В 1955 году район включал 1 город (Кингисепп) и 11 сельсоветов: Выхмаский, Каалиский, Каармаский, Кихельконнаский, Курессаареский, Кярлаский, Люмандаский, Мустъялаский, Пихтлаский, Сальмеский, Торгуский.